# Zăvoi (Caraș-Severin)

Lage der Gemeinde Zăvoi im Kreis Caraș-Severin

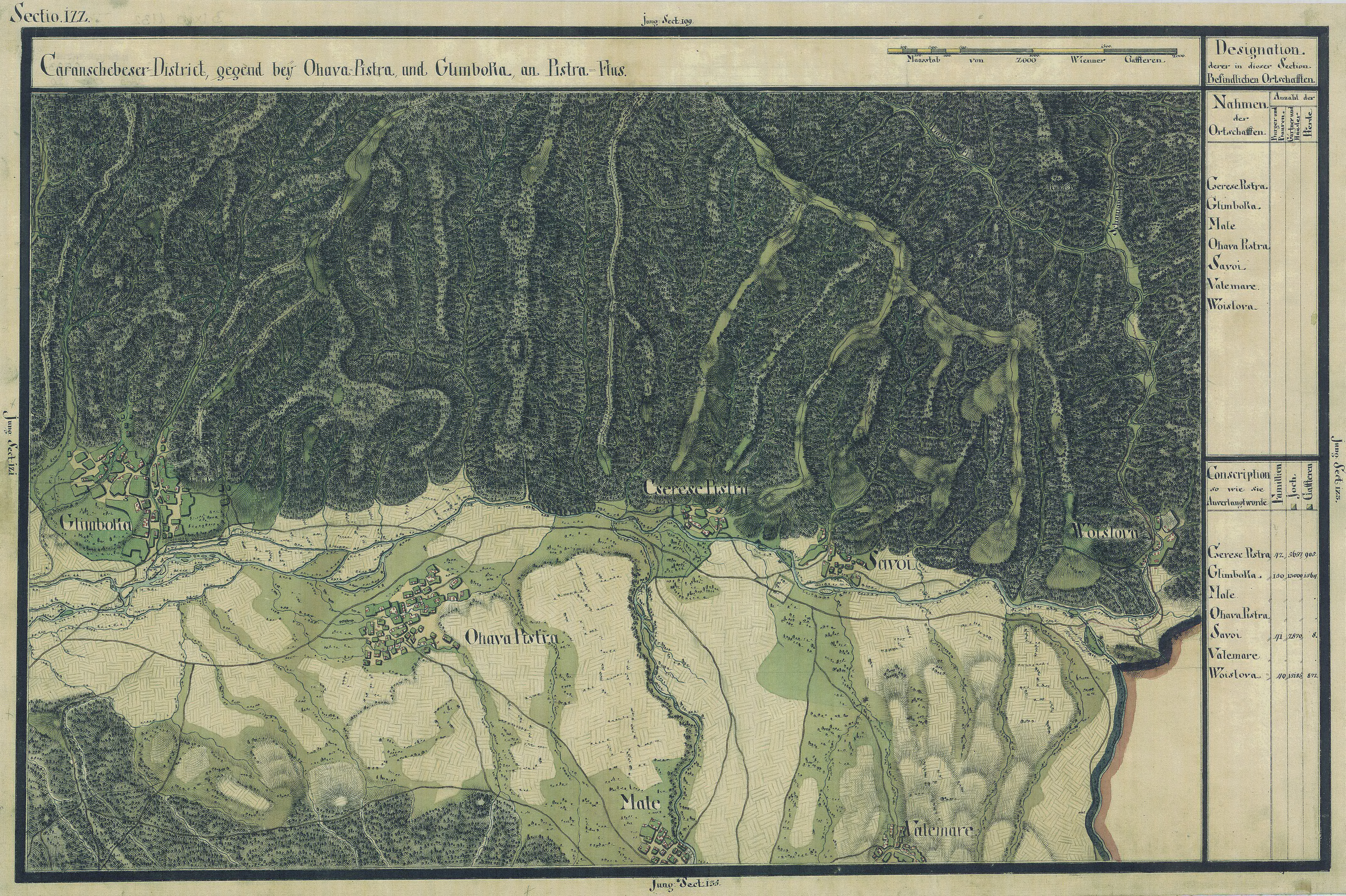
Zăvoi auf der Josephinischen Landesaufnahme

Zăvoi (deutsch Savoi, ungarisch Závoly) ist eine Gemeinde im Kreis Caraș-Severin, in der Region Banat, im Südwesten Rumäniens. Zu der Gemeinde Zăvoi gehören auch die Dörfer 23 August, Măgura, Măru, Poiana Mărului, Valea Bistrei und Voislova.

## Geografische Lage
Zăvoi liegt im Bistra-Tal, an der Nationalstraße DN68 Caransebeș-Hațeg, vier km östlich von Oțelu Roșu und 22 km südwestlich von Caransebeș.

## Nachbarorte
| Tincova    | Rușchița                                    | Rusca Montană |
| 23 August  | Kompassrose, die auf Nachbargemeinden zeigt | Voislova      |
| Oțelu Roșu | Măgura                                      | Marga         |

## Geschichte
In der Zeit der römischen Okkupation Dakiens wurde auf dem Gemeindegebiet das Kastell Zăvoi errichtet, dessen antiker Name Acmonia, Augmonia oder Agnaviae sich auf der Tabula Peutingeriana verzeichnet und in der Cosmographia des Geographen von Ravenna gelistet findet.
Eine erste urkundliche Erwähnung der Ortschaft stammt aus dem Jahr 1430. Auf der Josephinischen Landesaufnahme von 1717 ist Savoi eingetragen. Nach dem Frieden von Passarowitz (1718) war die Ortschaft Teil der Habsburger Krondomäne Temescher Banat. Im Laufe der Jahrhunderte traten verschiedene Schreibweisen des Ortsnamens in Erscheinung: 1430 Zaboly, 1444 Zawoy, 1579 Also-Zavoy und Felső-Zawoy, 1602 Zavoi, 1690–1700 Zavoy, 1783 Szavoj, 1808 Szavoj, Savoja, 1888 Zavoi, Savoj, Szávoj, 1913 Závoly 1919 Zăvoiu, Zavoj, Zăvoi.
Der Vertrag von Trianon am 4. Juni 1920 hatte die Dreiteilung des Banats zur Folge, wodurch Zăvoi  an das Königreich Rumänien fiel.

## Bevölkerungsentwicklung
| 1880 | 3042 | 2999 | 1   | 35  | 7              |
| 1910 | 4432 | 3961 | 175 | 136 | 160            |
| 1930 | 4022 | 3842 | 28  | 69  | 83             |
| 1977 | 4652 | 4538 | 47  | 20  | 47             |
| 2002 | 4343 | 4235 | 47  | 14  | 47             |
| 2011 | 3946 | 3644 | 17  | 5   | 280 (35 Roma)  |
| 2021 | 3514 | 2977 | 2   | -   | 535 (166 Roma) |